# Iglesia de San Julián y Santa Basilisa (Salamanca)
La iglesia de San Julián y Santa Basilisa es una iglesia de origen románico de Salamanca reformada en los siglos XVII y XVIII, declarada Bien de Interés Cultural con categoría de Monumento el mediante publicación en el BOE de 15 de agosto de 1983.
La iglesia de San Julián y Santa Basilisa fue construida en 1107, cerca de la Plaza Mayor y de la parroquia de San Martín, junto a la Plaza del Mercado, en Salamanca. Originalmente fundada en el siglo XII en uno de los barrios extramuros, la iglesia quedó integrada dentro del recinto amurallado a mediados de ese siglo, cuando se construyó una nueva muralla que abarcó el área de los toresanos. 
La iglesia, de estructura románica, conserva su portada norte con arquivoltas esculpidas, canecillos y decoración de motivos animales. La bóveda, sin embargo, es de estilo gótico y corresponde a remodelaciones posteriores, mientras que la torre, que presenta una base románica, fue completada en el siglo XVII tras diversas reformas significativas a fines del siglo XVI.
En el interior de la iglesia se encuentra un magnífico retablo del siglo XVI que alberga una representación de la Virgen de los Remedios, acompañada por figuras de San Julián y Santa Basilisa, así como otras imágenes de San José y San Joaquín. Destacan también en el retablo los relieves de la Asunción de la Virgen y de Jesús en el templo rodeado de doctores. 
En otro punto del templo, adorna la iglesia un cuadro de la Inmaculada, pintado en 1622 por José Antolínez, una obra que resalta la atmósfera devocional del lugar. La planta de la iglesia se concibe con una única bóveda de crestería estrellada que cubre la capilla mayor, brindándole un carácter solemne y distintivo.
Junto al altar mayor, se encuentra el sepulcro de Francisco de Ramos de Manzano, quien fue preceptor de Carlos II en 1671, un detalle que añade al lugar un peso histórico especial.

## Historia
La iglesia se construyó en el año 1107, dentro del proceso repoblador llevado a cabo en la ciudad por el rey Alfonso VI de León y dirigido por su yerno Raimundo de Borgoña. Conserva su construcción original del siglo XII, hoy en día existen algunos elementos originales como son una parte del muro norte de la nave que incluye la portada con arquivoltas esculpidas, canecillos y decoración animal. Esta portada se sitúa entre dos contrafuertes gruesos aunque uno de ellos, al estar construido sobre la portada, la deja parcialmente oculta. Los cuerpos inferiores de la torre decorados con arcos ciegos creando así un juego de claroscuros. El resto del edificio refleja transformaciones datadas de los siglos XVII y XVIII, destacando el cuerpo de las campanas (añadido en el siglo XVII) y una bóveda interior gótica que se añade en remodelaciones posteriores.  A los pies presenta torre cuya base es románica, la parte superior procede del siglo XVII.
Siguiendo con el interior de la iglesia podemos hablar de la historia de su retablo, el cual data del siglo XV, donde se representan imágenes de la Virgen de los Remedios, San Julián y Santa Basilisa. Además de imágenes de San José y San Joaquín, junto con relieves del pasaje de la Asunción de la Virgen y Jesús entre los doctores. Se observa también un cuadro de la Inmaculada, realizado por José Antolínez, el cual complementa a la decoración anterior.
Además el interior de la iglesia alberga también la tumba del Dr. Francisco Ramos del Manzano, rector de la Universidad y preceptor de Carlos III de España.
No obstante, el templo original habría sufrido importantes reformas posteriormente, a finales del siglo XVI. De su primera etapa románica conserva la portada norte con arquivoltas esculpidas, 
Respecto a la decoración interior se reseña el retablo del siglo XV con la Virgen de los Remedios, San Julián y Santa Basilisa. También están representados en el interior San José y San Joaquín, junto a unos relieves de la Asunción de la Virgen, y Jesús entre los doctores en el templo y un cuadro de la Inmaculada obra de José Antolínez.
La iglesia es sede de la congregación de Jesús Nazareno que participa en los desfiles de la Semana Santa salmantina.

## Retablo e iconografía
El gran retablo mayor se desarrolló entre 1651 y 1665 por: Alonso de Balbás, Jerónimo Sánchez, Pedro Hernández, el Maestro Rojas, Juan Rodríguez, Antonio de Valenzuela y Domingo Nieto. La advocación a San Julián de la iglesia se ve en una imagen en el altar mayor, aunque según la descripción de un Libro de Fábrica en el Archivo Diocesano de Salamanca, para el año 1630 la imagen había sido desplazada a la parte baja del coro. Debido a que no era apropiado que la iglesia no contase con una imagen del patrón en el retablo mayor, en el año 1667 se encarga a Juan Peti la realización de una escultura de San Julián para colocarse encima de la custodia.
Más tarde en el año 1740 surge una polémica iniciada por Ambrosio Sánchez sobre la iconografía empleada en las imágenes de San Julián debido a que no se corresponde con la que identifica a San Julián esposo de Santa Basilisa, además de que no había imágenes dedicadas a ella, por lo que la iconografía del santo era la siguiente: estaba a caballo y acompañado de un ciervo. A pesar de esta incongruencia la imagen será respetada explicando que el ciervo es un símbolo de vida casta de San Julián.
Con motivo de los problemas, el fray Ambrosio Sánchez no llevó a cabo la fiesta de la parroquia el 9 de enero de 1740. La Junta indica que la iglesia debía mantener la imagen de San Julián que ya se encontraba en la iglesia, queriendo así señalar otras virtudes del santo. Otro de los problemas que surgen en este año es la autenticidad de las reliquias de los santos, que habían sido traídas de Roma: se habían perdido los papeles que confirmaban la autenticidad. Por el miedo a ser cuestionados, se lleva a cabo una investigación con la colaboración del Catedrático de Simples de la Facultad de Medicina, el Dr. Don Pedro de Riaguas, quien redacta un informe en el que decreta el 14 de septiembre de 1740: el cúbito corresponde a San Julián y el radio a Santa Basilisa. Gracias a este informe y al testimonio de algunas personas, el 23 de septiembre de 1740 el obispo de la diócesis Don José Granado concedió el permiso para continuar el culto en la iglesia. Alrededor del año 1744 se vuelve a hacer una intervención en las figuras del retablo, añadiendo a estas los nimbos o las palmas de martirio.
En el año 1747 los rectores plantean la realización de imágenes de los santos en pareja tras la polémica sobre las imágenes y la iconografía. Don Matías de Cascafar encarga unos relieves de San Julián y Santa Basilisa para la zona alta del retablo, donde además se encuentra un lienzo de la Inmaculada cuyo autor es José Antolínez (1622). Tras este encargo, la Junta de Fábrica trató de acordar un presupuesto con Alejandro Carnicero para la realización de imágenes de los dos santos, pero debido a que el presupuesto era mayor del esperado, no fue hasta en 1765 cuando Manuel Benito entrega las esculturas de los santos en las que sus iconografías concuerdan con las de la pareja, por lo tanto, no coinciden con su verdadera iconografía.
No obstante, hoy en día con la documentación de la iglesia se puede observar que siempre había sido denominada como Iglesia de San Julián hasta que en el año 1744 se le asocia también con Santa Basilisa; lo que se desconoce es la razón por la que la titularidad pasó a ser del santo matrimonio mártir de Antioquía en el siglo IV. Cabe mencionar que San Juan el Hospitalario, sobre quien recae la primera advocación, tiene recogida su historia en la Leyenda Dorada de Santiago de la Vorágine.
Se conocen a San Julián y Santa Basilisa a nivel popular como el modelo del matrimonio cristiano, mientras que la esposa de San Julián el Hospitalario sería anónima y ejemplo de virtuosa mujer cristiana. Al narrarse los sermones y la vida del santo, se puede haber creado una confusión con las vidas del matrimonio hospitalario y el modelo de matrimonio de San Julián y Santa Basilisa. 
La iglesia de San Julián y Santa Basilisa alberga una de las partes más especiales de las iglesias románicas. En su interior encontramos un camarín del año 1615 tras el retablo mayor, al que se accedería a través de una escalera. Debido a su importancia y el gusto de los religiosos se modifica creando el camarín oficial en 1681. Los artistas que lo construyen serán Manuel de Ávila, la parte arquitectónica y Domingo Nieto, la parte decorativa. Este quedará distribuido en tres pisos de construcción, con la diferencia que solo uno de ellos será dedicado a la imagen de La Virgen María, aunque con decoraciones tanto pictóricas como escultóricas de otros santos a las que se accede a través de una escalera.
La decoración dejará una importante muestra del Barroco español, con rasgos teatrales y dramáticos, acompañados por la iluminación de los vanos abiertos en la época.
Las imágenes decorativas de los muros laterales del camarín quedarán compuestas por imágenes, de carácter escultórico, como figuras vegetales y animales. algunas otras como pequeños ángeles y filacterias que explican la historia que se representa. Junto con estas filacterias, algunas representaciones humanas de personajes cercanos a La Virgen María y Jesús, escenas anteriores a Cristo o algunos de los reyes importantes de Israel. A su vez, algunos otros temas iconográficos característicos del románico como Daniel en el foso de los leones, Adoración de los pastores o La Anunciación de la Virgen. A su vez, escenas presentes en la cúpula y las pechinas del edificio con motivos vegetales de carácter escultórico.
En conclusión, el retablo mayor de la iglesia fue concretado por Jerónimo Sánchez en 1653, aunque vemos algunos añadidos protagonizados por Francisco García, Domingo Nieto y Antonio de Balenzuela. estos últimos se encargarán de algunos detalles ornamentales del edificio entre el siglo XVII.
Aunque el esquema compositivo es algo retardatario, debido posiblemente a la traza confeccionada por Alonso de Balbás en 1652, es el primer retablo salmantino conservado que empleó columnas salomónicas, en este caso de cinco espiras.
Consta de un solo cuerpo, dividido en tres calles, más ático. La calle central acoge el sagrario con las imágenes de San Julián y San Basilisa, talladas por Manuel Benito en 1765 y policromadas por Juan de Sosa y Manuel Sánchez un año después; y en el camarín, la Virgen de los Remedios, una imagen de alabastro de finales del siglo XV. Las calles laterales albergan las imágenes de San José con el Niño y San Joaquín, obra de Pedro Hernández, al igual que los relieves del banco, que representan la Anunciación y la Visitación, y los ángeles y las personificaciones de la virtudes del ático; los relieves superiores, con los temas de la Asunción y la Presentación de la Virgen en el templo, pertenecen a Juan de Rojas. El lienzo de la Inmaculada que ocupa la caja del ático es obra firmada por el pintor madrileño José Antolínez.

## La iglesia
La iglesia de San Julián y Santa Basilisa, fue construida a principios del siglo XII en un barrio extramuros de Salamanca. Actualmente, la encontramos en el centro histórico de Salamanca debido a la ampliación de las murallas y el crecimiento de la ciudad. Del templo románico original solo se conserva la parte norte, que incluye la portada románica y la base de la torre del campanario, mientras que el resto fue modificado entre los siglos XVI y XVIII. El edificio que encontramos actualmente no pertenece al periodo románico sino que reúne características de varios periodos. Las únicas características románicas del 1107 presentes, serán la portada, el arco semicircular y dos arquivoltas con canecillos figurados y vegetales. además de la parte inferior con arquerías ciegas de gran luz.
La portada, situada entre dos contrafuertes, presenta un arco de medio punto con tres arquivoltas decoradas. Estas incluyen detalles ornamentales como zigzags, botones, hojas y un guardapolvo esculpido con acantos, además de un tejaroz soportado por canecillos que muestran figuras humanas y vegetales. Aunque erosionados, los capiteles de la portada y el altorrelieve de un león a la derecha de la puerta revelan la calidad artística de la época, conectándose estilísticamente con la Catedral Vieja. La torre, ubicada a los pies de la iglesia y visible desde el mercado, conserva el cuerpo inferior románico con arquerías ciegas; su sección superior fue añadida en el siglo XVII, lo que completa la combinación de estilos históricos en esta estructura arquitectónica.
Posterior a este año, en el siglo XVI, la iglesia sufrirá varias intervenciones. Una de ellas será la reedificación de la cubierta de la capilla mayor añadiendo una bóveda de crucería, combados y tercelete. En el retablo de 1653 se levanta el camarín que añade al edificio otro tipo de planta, una planta pentagonal y una cúpula elíptica de ocho paños sobre pechinas.
La obra arquitectónica fue realizada por Manuel de Ávila e incluía asimismo la construcción de la sacristía en la parte inferior. Esta estancia está caracterizada, más que por la arquitectura propiamente dicha, por la decoración, en gran medida pictórica, que todo lo recubre y que fue realizada en los últimos años del siglo XVII y parte del XVIII. Algunas de esas pinturas son obra de Manuel Peti. Así, lo sustancial se debe a trabajos finalizados en 1618, en los que intervinieron Francisco de la Hoya y Juan Moreno, aunque las bóvedas fueron ejecutadas por Lucas de Araujo y Francisco Díez. Estas a su vez fueron sustituidas por otras, de medio cañón, cuando mediaba el siglo XVIII, caracterizadas por abundantes decoraciones basadas en ornatos vegetales. 

## Aspectos destacados
Renovación del siglo XVI: En 1582, se reconstruyó la capilla mayor, añadiendo una bóveda de crucería y un retablo de 1653. En 1681-82 se añadió un camarín pentagonal con cúpula elíptica y decoración pictórica realizada en gran parte por Manuel Peti.
Trabajos en la nave: En 1618, Francisco de la Hoya y Juan Moreno renovaron la nave; las bóvedas fueron completadas por Lucas de Araujo y Francisco Díez, pero estas fueron reemplazadas en el siglo XVIII por otras bóvedas decoradas con motivos vegetales.
Obras de interés artístico: Incluyen un lienzo de José Antolínez y el sepulcro de 1671 del primer conde de Francos, Ramos del Manzano, obra de Juan de Setién Güemes, con una estatua orante atribuida a Juan Rodríguez.
Estos elementos representan el valor histórico y artístico de la iglesia, reflejando sus cambios a través de los siglos y la contribución de destacados artistas y arquitectos.